# Rial saudita
O rial saudita (pl. riais em árabe: ريال; romaniz.: riyal), de símbolo ﷼, e oficialmente rial saudita, é a atual moeda da Arábia Saudita. Um rial é subdividido em 100 halalas ou halala (árabe: هللة). As notas em circulação são emitidas nos valores: 1, 5, 10, 20, 50, 100, 200 e 500 riais.

## História
O rial tem sido a moeda corrente na Arábia Saudita desde a formação do país e já era moeda corrente em Hejaz antes mesmo da formação do país. Um rial era dividido em 20 partes como a moeda do Império Otomano, sendo cada parte denominada guirxe (ghirsh). A divisão permaneceu, com eventuais mudanças, até 1963 quando foi introduzida a divisão de 1 rial em 100 halalas.
Em 1960, o sistema foi alterado para 20 qirsh para um riyal, que foi seguido em 1963 pela introdução do halala, um centésimo de um riyal. Algumas moedas sauditas ainda têm denominações em qirsh, mas não é mais comumente usado.
Em 1986 o valor do rial foi atrelado ao valor do dólar americano pelo FMI na taxa de 1 dólar para 3,75 rial oficializada em janeiro de 2003. Em 20 de maio de 2007 foi lançada a quinta série de notas de rial que passaram a levar a foto do Rei Abedalá porém as notas antigas com a foto do Rei Fade continuam a ter valor.

## Notas

Cédula de 1983
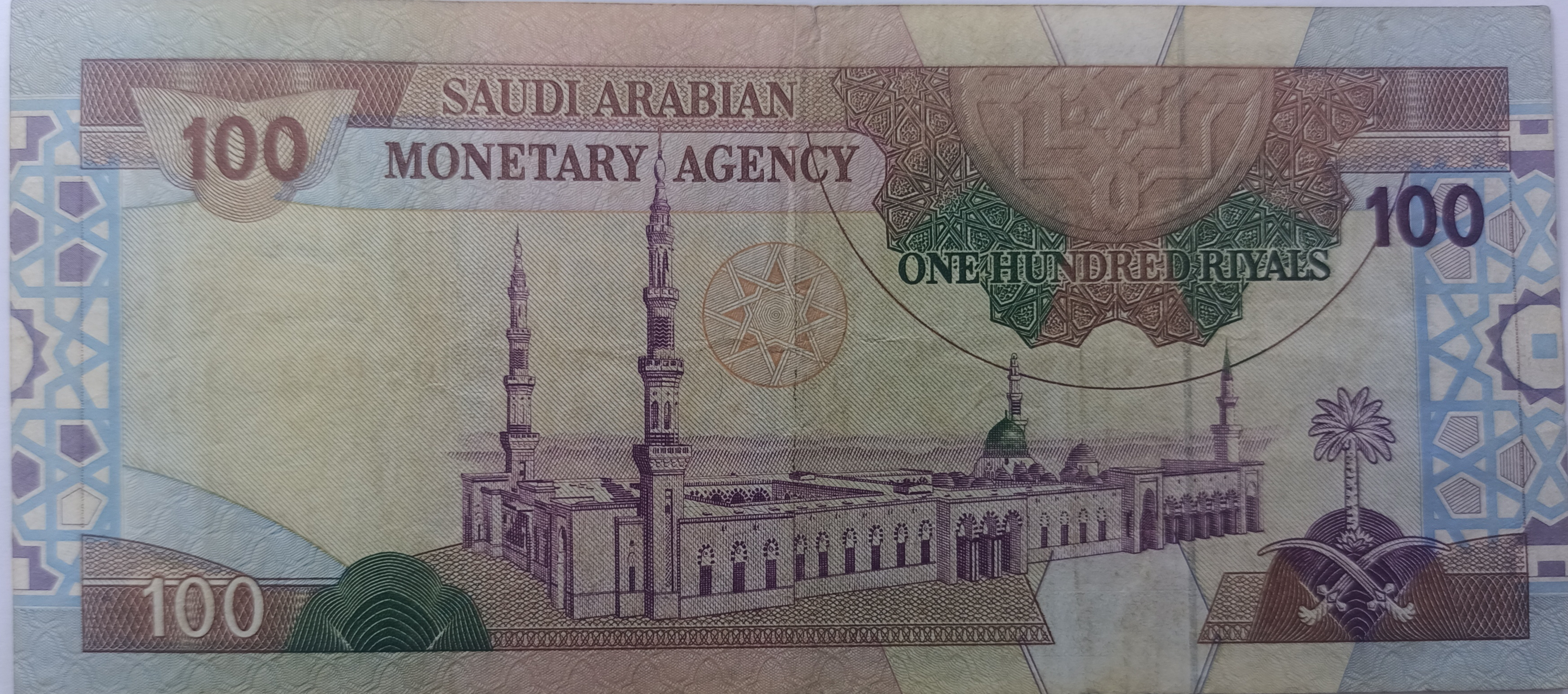
100 Rial